# Серебряков, Михаил Михайлович
Михаи́л Миха́йлович Серебряко́в (1852, Харьков, Российская империя — 1906, Харьков, Российская империя) — народник и городской общественный деятель. Состоял членом украинофильского народнического кружка и распространял нелегальную литературу, привлекался к дознанию во время «Большого процесса». Позже состоял членом Харьковской городской управы, избирался гласным Харьковской городской думы. Член правления Харьковской общественной библиотеки, председатель правления библиотеки в 1892—1893 годах.

## Биография
Происходил из дворянского рода Серебряковых. Родился в 1852 году в семье титулярного советника. Учился в Первой Харьковской гимназии.
В 1870-х годах учился в Харьковском ветеринарном институте. В 1874 году вступил в украинофильский кружок организованный Феодосием Цебенко. Члены кружка на свои деньги организовали бесплатную школу для детей где сами преподавали. В то же время, Серебряков занимался распространением нелегальной литературы, которую получал от народника Григория Лебедева.
В сентябре 1874 года члены украинофильского кружка были арестованы, им вменялось в вину, что они организовали школу для ведения революционной пропаганды. Михаил Серебряков привлекался к дознанию по делу о пропаганде в Империи. Был освобождён в марте 1876 года распоряжением начальника Харьковского жандармского управления от 25 марта того года. 1 апреля за ним был установлен секретный надзор. 5 мая 1877 года Серебряков был предан суду Особого присутствия Правительствующего сената, его обвиняли в создании и участии в противозаконном обществе и в распространении преступных сочинений. Был арестован в августе того же года и отправлен в столицу, где был помещён в Шпалерную тюрьму. Отказался отвечать на вопросы суда, за что был удалён из зала заседания 4 ноября 1877 года. Несмотря на это, суд признал его невиновным постановлением от 23 января 1878 года. Возвратился в Харьков, где 26 февраля того же года за ним был установлен надзор. В сентябре 1878 года отправился в Санкт-Петербург. По одной из версий, он стал студентом местного технологического института. Одновременно, он работал на Путиловском заводе. Предположительно, вёл революционную агитацию среди студентов. По другой версии, стал студентом Императорской медико-хирургической академии, ветеринарное отделение которой он окончил в 1880 году. Позже он выдержал экзамен на учёную степень магистра ветеринарии. Однако, практикой Серебряков не занимался.
1890-х годах возвращается в Харьков. В 1892—1906 годах избирался гласным Харьковской городской думы. С 1895 года был членом Харьковского общества грамотности. С 1899 по 1905 годы состоял членом городской управы.
В 1902 году был избран председателем комиссии по изданию «Известий» Харьковской думы. В 1906 году избран гласным на следующий срок (1906—1909), входил в состав скотобойной комиссии. Вместе с Николаем фон Дитмаром и Дмитрием Багалеем составлял обзор деятельности городского управления за 4 года. В марте 1905 года избран уполномоченным городского кредитного общества.

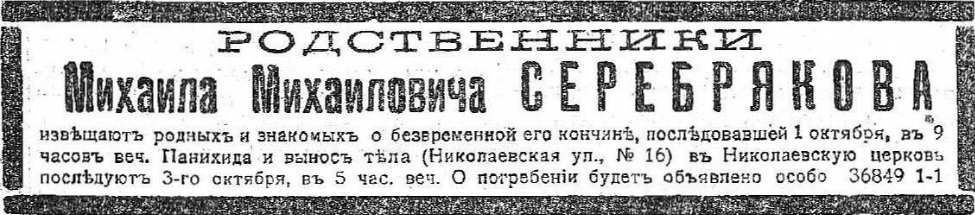
Некролог в газете Южный край

Вечером 1 октября 1906 был жестоко убит неизвестными в собственной квартире на улице Николаевской № 16. По подозрению в убийстве был задержан некий Порохня, который через месяц тюремного заключения был освобождён за недостатком улик.
Михаила Михайловича Серебрякова отпели 4 октября 1906 года, в Николаевском соборе, в присутствии городского головы Александра Погорелко, попечителя харьковского учебного округа Сергея Раевского и многих других представителей харьковской интелигенции и гласных городской думы. В тот же день он был похоронен на городском кладбище.

## Библиотечная деятельность
Член Харьковской общественной библиотеки с 1892 года. 13 декабря того же года избран кандидатом в члены правления. 22 мая следующего года избран председателем правления. В должности пробыл менее года, 19 января 1894 года новым председателем был избран Дмитрий Багалей. Работал в составе правления до конца 1894 года. С 1895 по 1904 состоял в ревизионной комиссии библиотеки.
В составе комиссии составлял доклады по отчётам комиссий библиотеки, информировал членов библиотеки об ассигнованиях на развитие библиотеки. В докладе от 28 января 1900 осветил работу статистической комиссии по результатам проведённого анкетирования читателей и предоставил рекомендации внедрить консультации по самообразованию читателей. В сложных финансовых условиях работы библиотеки организовал правления по обеспечению экономного ведения хозяйства, оптимизировал хозяйственные расходы, сократил численность подсобных работников (швейцаров). Также, занимался каталогом библиотеки, заведовал разделом: «Медицина. Ветеринария». Серебрякова интересовал вопрос комплектования каталога научными изданиями, которому он уделял большое значение. Благодаря ему в библиотеке начал функционировать кабинет для чтения. Также занимался организацией библиотечно-информационного обслуживания читателей.
В 1898 году избирался товарищем (заместителем) председателя строительной комиссии, в дальнейшем возглавил её. Лично подарил в фонды библиотеки 214 книг.

## Отзывы и память
Дмитрий Багалей считал, что библиотечная деятельность Серебрякова была: «плодотворной, оставившей заметный след в самое тяжелое время для библиотеки». 
Алексей Грузинцев так отзывался о Серебрякове: «В целях экономии скудных средств библиотеки он не гнушался самой чёрной работы, оберегал библиотеку от сил, которые тормозили общественное освободительное движение».
Портрет Серебрякова был вывешен в помещении городской управы. Его именем было названо городское училище расположенное на Журавлёвской улице. Также в приюте для неизлечимо больных при Александровской больнице была учреждена кровать М. М. Серебрякова.

## Семья
Дочь Екатерина избрана членом библиотеки (14.09.1900), работала на абонементе 3 разряда и в кабинете для чтения, где вела прием и выдачу книг и периодических изданий, выдачу билетов, подсчет подписчиков библиотеки, составляла месячные отчеты и т. д.
Тимофей Михайлович Серебряков (род. ок. 1856) — младший брат, вместе с Михаилом состоял в революционном кружке, привлекался к дознанию.

## Сочинения
- Отчёт статистической комиссии о результатах анализа анкеты читателей// Отчет ХОБ за двадцатый год. C. 58—69